# Cold River
Cold River är ett vattendrag i Kanada.   Det ligger i provinsen Saskatchewan, i den centrala delen av landet, 2 600 km väster om huvudstaden Ottawa. Cold River ligger vid sjön Lac des Îles.
I omgivningarna runt Cold River växer i huvudsak blandskog. Trakten runt Cold River är nära nog obefolkad, med mindre än två invånare per kvadratkilometer.